# Samyłowo (rejon kiczmiengsko-gorodiecki)
Samyłowo (ros. Самылово) – wieś w Rosji, w rejonie kiczmiengsko-gorodieckim obwodu wołogodzkiego. W 2002 r. liczyła 1 mieszkańca, a w 2010 r. była niezamieszkana.